# Copa de Naciones del Golfo de 2009
La Copa de Naciones del Golfo de 2009, oficialmente 19na Copa del Golfo Arábigo (en inglés: 19th Arabian Gulf Cup; y en árabe: كأس الخليج العربي 19‎), fue la decimonovena edición de la Copa de Naciones del Golfo, torneo de fútbol a nivel de selecciones nacionales organizado por la Unión de Asociaciones de fútbol árabes (UAFA). Se llevó a cabo en Omán, del 4 al 17 de enero de 2009, y contó con la participación de 8 seleccionados nacionales masculinos.
La selección de Omán obtuvo el primer título de toda su historia, tras vencer en la final de este certamen a Arabia Saudita por medio de la definición por penales.

## Sedes
La ciudad capital de Omán, Mascate, fue elegida como sede del torneo. Los partidos se disputaron en dos estadios.
| Mascate                              | Mascate                            |
| ------------------------------------ | ---------------------------------- |
| Gobernación de Mascate (UTC+04:00)   |                                    |
| Complejo Deportivo del Sultán Qaboos | Estadio de la Policía Real de Omán |
| Capacidad: 39 000                    | Capacidad: 15 000                  |
|                                      |                                    |

## Formato
Las 8 selecciones participantes fueron divididas en 2 grupos de 4 equipos cada una. Dentro de cada grupo, las selecciones se enfrentaron bajo el sistema de todos contra todos, a una sola rueda, de manera tal que cada una de ellas disputó tres partidos. Los puntos se computaron a razón de 3 —tres— por partido ganado, 1 —uno— en caso de empate y 0 —cero— por cada derrota.
Las dos selecciones mejor ubicadas en la tabla de posiciones final de cada grupo pasaron a las semifinales. En dicha instancia, el primero de una zona enfrentó al segundo de la otra en un solo partido. Los ganadores se cruzaron en la final, cuyo vencedor se consagró campeón.

## Equipos participantes
| Equipos participantes | Equipos participantes  | Equipos participantes | Equipos participantes |
| --------------------- | ---------------------- | --------------------- | --------------------- |
| Arabia Saudita        | Catar                  | Irak                  | Omán                  |
| Baréin                | Emiratos Árabes Unidos | Kuwait                | Yemen                 |

### Sorteo
El sorteo de la competición se llevó a cabo el 29 de octubre de 2008.
A la derecha de cada selección, se marca su posición en la Clasificación mundial de la FIFA al momento del sorteo (correspondiente al mes de octubre de 2008). Omán, como anfitrión, fue asignado al grupo A, mientras que la selección de Emiratos Árabes Unidos, vigente campeona, integró el grupo B.
| Bombo 1 Cabezas de serie                                                                                       | Bombo 2                         | Bombo 3              | Bombo 4                  |
| --- | ------------------------------- | -------------------- | ------------------------ |
| Omán (94) (anfitrión, asignado al grupo A) Emiratos Árabes Unidos (110) (vigente campeón, asignado al grupo B) | Arabia Saudita (51) Baréin (72) | Irak (77) Catar (78) | Kuwait (124) Yemen (148) |

## Fase de grupos
- Los horarios son correspondientes a la hora de Omán (UTC+4:00).

### Grupo A
| Selección | Pts | PJ | PG | PE | PP | GF | GC | Dif |
| --------- | --- | -- | -- | -- | -- | -- | -- | --- |
| Omán      | 7   | 3  | 2  | 1  | 0  | 6  | 0  | 6   |
| Kuwait    | 5   | 3  | 1  | 2  | 0  | 2  | 1  | 1   |
| Baréin    | 3   | 3  | 1  | 0  | 2  | 3  | 4  | –1  |
| Irak      | 1   | 3  | 0  | 1  | 2  | 2  | 8  | –6  |

| 4 de enero de 2009 | Omán | 0:0 | Kuwait | Complejo Deportivo, Mascate |  |
| 18:15 (UTC+4:00)   |      |     |        |                             |  |

| 4 de enero de 2009 | Baréin                                         | 3:1 (1:0) | Irak               | Complejo Deportivo, Mascate |  |
| 20:40 (UTC+4:00)   | Yaser 28' · Adnan 69' (pen.) · Al-Dakeel 90+2' |           | Mahmoud 81' (pen.) |                             |  |

| 7 de enero de 2009 | Irak | 0:4 (0:1) | Omán                                  | Complejo Deportivo, Mascate |  |
| 18:00 (UTC+4:00)   |      |           | H. Rabia 23', 65', 79' · Al Hosni 50' |                             |  |

| 7 de enero de 2009 | Baréin | 0:1 (0:1) | Kuwait   | Complejo Deportivo, Mascate |  |
| 20:30 (UTC+4:00)   |        |           | Neda 28' |                             |  |

| 10 de enero de 2009 | Omán                        | 2:0 (1:0) | Baréin | Complejo Deportivo, Mascate |  |
| 18:00 (UTC+4:00)    | Al-Maimani 14' · Bashir 71' |           |        |                             |  |

| 10 de enero de 2009 | Irak            | 1:1 (0:1) | Kuwait     | Estadio de la Policía Real, Mascate |  |
| 18:00 (UTC+4:00)    | Abdul-Zahra 66' |           | Khalaf 37' |                                     |  |

### Grupo B
| Selección              | Pts | PJ | PG | PE | PP | GF | GC | Dif |
| ---------------------- | --- | -- | -- | -- | -- | -- | -- | --- |
| Arabia Saudita         | 7   | 3  | 2  | 1  | 0  | 9  | 0  | 9   |
| Catar                  | 5   | 3  | 1  | 2  | 0  | 2  | 1  | 1   |
| Emiratos Árabes Unidos | 4   | 3  | 1  | 1  | 1  | 3  | 4  | –1  |
| Yemen                  | 0   | 3  | 0  | 0  | 3  | 2  | 11 | –9  |

| 5 de enero de 2009 | Emiratos Árabes Unidos                          | 3:1 (2:0) | Yemen         | Estadio de la Policía Real, Mascate |  |
| 18:00 (UTC+4:00)   | Omar 6' (pen.) · Al Hammadi 14' · Al-Shehhi 67' |           | Al-Nono 90+1' |                                     |  |

| 5 de enero de 2009 | Arabia Saudita | 0:0 | Catar | Estadio de la Policía Real, Mascate |  |
| 20:35 (UTC+4:00)   |                |     |       |                                     |  |

| 8 de enero de 2009 | Catar | 0:0 | Emiratos Árabes Unidos | Estadio de la Policía Real, Mascate |  |
| 18:00 (UTC+4:00)   |       |     |                        |                                     |  |

| 8 de enero de 2009 | Arabia Saudita                                                           | 6:0 (5:0) | Yemen | Estadio de la Policía Real, Mascate |  |
| 20:30 (UTC+4:00)   | Al-Qahtani 4' · Mouath 11', 83' · Shuhail 18' · Otaif 19' · Al-Mousa 36' |           |       |                                     |  |

| 11 de enero de 2009 | Emiratos Árabes Unidos | 0:3 (0:0) | Arabia Saudita                               | Complejo Deportivo, Mascate |  |
| 18:00 (UTC+4:00)    |                        |           | Al-Qahtani 58' · Al-Zori 70' · Al-Fraidi 72' |                             |  |

| 11 de enero de 2009 | Catar                     | 2:1 (1:1) | Yemen       | Estadio de la Policía Real, Mascate |  |
| 18:00 (UTC+4:00)    | Haroon 13' · Siddiq 90+8' |           | Al-Nono 31' |                                     |  |

## Fase de eliminatorias

### Cuadro de desarrollo
|  | Semifinales           | Semifinales    |                       |       | Final | Final |
|  |                       |                |                       |       |       |       |
|  | 14 de enero – Mascate |                |                       |       |       |       |
|  |                       |                |                       |       |       |       |
|  | Omán                  | 1              |                       |       |       |       |
|  | Omán                  | 1              | 17 de enero – Mascate |       |       |       |
|  | Catar                 | 0              |                       |       |       |       |
|  | Catar                 | 0              | Omán (p.)             | 0 (6) |       |       |
|  | 14 de enero – Mascate |                | Omán (p.)             | 0 (6) |       |       |
|  |                       | Arabia Saudita | 0 (5)                 |       |       |       |
|  | Arabia Saudita        | Arabia Saudita | 0 (5)                 | 1     |       |       |
|  | Arabia Saudita        |                |                       | 1     |       |       |
|  | Kuwait                | 0              |                       |       |       |       |
|  | Kuwait                | 0              |                       |       |       |       |

### Semifinales
| 14 de enero de 2009 | Omán         | 1:0 (1:0) | Catar | Complejo Deportivo, Mascate |  |
| 18:00 (UTC+4:00)    | H. Rabia 18' |           |       |                             |  |

| 14 de enero de 2009 | Arabia Saudita | 1:0 (0:0) | Kuwait | Complejo Deportivo, Mascate |  |
| 21:00 (UTC+4:00)    | Al-Fraidi 63'  |           |        |                             |  |

### Final
| 17 de enero de 2009 | Omán                                                  | 0:0 (t. s.)(6:5 p.)        | Arabia Saudita                                            | Complejo Deportivo, Mascate |  |
| 18:00 (UTC+4:00)    |                                                       |                            |                                                           |                             |  |
|                     |                                                       | Tiros desde el punto penal |                                                           |                             |  |
|                     | Ayil · Al-Ajmi · Mudhafar · Saleh · Bashir · M. Rabia |                            | Al-Qahtani · Kariri · Tukar · Otaif · Hawsawi · Al Jassam |                             |  |

|                 |
| Bandera de Omán |
| Campeón         |
| Omán            |
| 1.º título      |

## Estadísticas

### Tabla general
| Pos. | Equipo                 | Pts | PJ | PG | PE | PP | GF | GC | Dif. | Rend.  |
| ---- | ---------------------- | --- | -- | -- | -- | -- | -- | -- | ---- | ------ |
| 1    | Omán                   | 11  | 5  | 3  | 2  | 0  | 7  | 0  | 7    | 73,33% |
| 2    | Arabia Saudita         | 11  | 5  | 3  | 2  | 0  | 10 | 0  | 10   | 73,33% |
| 3    | Catar                  | 5   | 4  | 1  | 2  | 1  | 2  | 2  | 0    | 41,66% |
| 3    | Kuwait                 | 5   | 4  | 1  | 2  | 1  | 2  | 2  | 0    | 41,66% |
| 5    | Emiratos Árabes Unidos | 4   | 3  | 1  | 1  | 1  | 3  | 4  | –1   | 44,44% |
| 6    | Baréin                 | 3   | 3  | 1  | 0  | 2  | 3  | 4  | –1   | 33,33% |
| 7    | Irak                   | 1   | 3  | 0  | 1  | 2  | 2  | 8  | –6   | 11,11% |
| 8    | Yemen                  | 0   | 3  | 0  | 0  | 3  | 2  | 11 | –9   | 0%     |

### Goleadores
| Jugador           | Selección      | Goles |
| ----------------- | -------------- | ----- |
| Hassan Rabia      | Omán           | 4     |
| Malek Mouath      | Arabia Saudita | 2     |
| Yasser Al-Qahtani | Arabia Saudita | 2     |
| Ahmed Al-Fraidi   | Arabia Saudita | 2     |
| Ali Al-Nono       | Yemen          | 2     |

### Mejor jugador
| Jugador           | Selección      |
| ----------------- | -------------- |
| Majed Al-Marshedi | Arabia Saudita |

### Mejor guardameta
| Jugador      | Selección |
| ------------ | --------- |
| Ali Al Habsi | Omán      |